# Adam Ferency
Adam Ferency (né le 5 octobre 1951 à Varsovie) est un acteur polonais.

## Filmographie partielle
- 1981 : Gorączka de Agnieszka Holland :
- 1981 : L'Homme de fer (Człowiek z żelaza) de Andrzej Wajda
- 1981 : Wierne blizny  de Włodzimierz Olszewski
- 1981 : Le Hasard  (Przypadek) de Krzysztof Kieślowski
- 1982 : L'Interrogatoire  (Przesłuchanie) de Ryszard Bugajski
- 1985 : O-bi, O-ba - Koniec cywilizacji de Piotr Szulkin
- 1985 : Sans fin (Bez końca) de Krzysztof Kieślowski
- 1986 : Jezioro Bodeńskie de Janusz Zaorski
- 1987 : Matka Królów de Janusz Zaorski
- 1990 : Pogrzeb kartofla de Jan Jakub Kolski
- 1999 : Par le fer et par le feu (Ogniem i Mieczem) de Jerzy Hoffman
- 2003 : Pornografia de Jan Jakub Kolski
- 2011 : La Bataille de Varsovie (1920 Bitwa Warszawska) de Jerzy Hoffman
- 2018 : Cold War (Zimna wojna) de Pawel Pawlikowski